# Поучение Ахтоя
«Поучение Ахтоя» (полное название: «Поучение Хети, сына Дуафа, своему сыну Пепи», «Поучение Ахтойа, Дуауфова сына, его сыну Пиопи» или «Поучение Ахтоя, сына Дуауфа, своему сыну Пиопи») — древнеегипетское литературное произведение жанра поучения (sb3jt) эпохи Среднего царства (XX—XVIII века до н. э.) или ранее (2150—1750 до н. э.). Сохранилось в копиях периода XVIII—XIX династий.

### Автор
В тексте не сохранился титул рассказчика. Им могло быть историческое лицо X династии Хети. Ему также приписывается авторство «Поучение Аменемхата».

## Содержание
«Начало поучения, сделанного… по имени Хети, сына Дуафа, своему сыну Пепи, когда он плыл на юг в столицу, чтобы отдать его [сына] в „школу письма“ среди детей вельмож, находящихся среди подданных, что в столице». Отец наставляет сына о важности и полезности образования писца, чья профессия уважаема, хорошо оплачиваема. Все сравнения с другими профессиями приводятся в пользу писца. Отец просит внимательно относиться к обучению, читать Книгу Кемит, поскольку «полезен для тебя день в школе, ибо вечна работа её, как горы».
Другие профессии, упомянутые в Поучении: медник, плотник, каменотёс, цирюльник, перевозчик, гончар, строитель, огородник, земледелец, ткач, делающий стрелы, гонец, красильщик, сандальщик, прачечник, птицелов, рыболов.

## Описание
Как и многие другие поучения, данное произведение представляет собой рамочную конструкцию, когда основной текст заключён между эпилогом и прологом.
Французский египтолог Гастон Масперо называл данное поучение «Сатира на профессии» (фр. Satire des Métiers) из-за сатирического описания профессий, с которыми говорящий сравнивает занятие писца. Последняя представляется более достойной. Многократно встречаются выражения «больше, чем…», «больше, чем любая другая профессия». К примеру, в других древнеегипетских произведениях («Поучения Птаххотепа» и «Повесть о красноречивом крестьянине», «Поучение верноподданного») высказывается идея уважительного отношения ко всем ремёслам. Выборка и описание приведённых в Поучении профессий может восходить к «народной» традиции.